# Puig Gros (Sant Hilari Sacalm)
El Puig Gros és una muntanya de 643 metres que es troba entre els municipis de Vilanova de Sau, a la comarca d'Osona i de Sant Hilari Sacalm, a la comarca de la Selva.